# Orguse (Juuru)
Orguse – wieś w Estonii, w prowincji Rapla, w gminie Juuru.